# Achrus gobicus
Achrus gobicus är en insektsart som beskrevs av Dlabola 1968. Achrus gobicus ingår i släktet Achrus och familjen dvärgstritar. Inga underarter finns listade i Catalogue of Life.